# Sedlo Teplice
Sedlo Teplice (945 m) – przełęcz w zachodniej części Niżnych Tatr na Słowacji w tzw. Grupie Salatynów.
Przełęcz Teplice znajduje się pomiędzy szczytami Ostré (1087 m) i Priehyba (961 m) w najbardziej na północny zachód wysuniętym grzbiecie Niżnych Tatr. Zachodnie stoki przełęczy opadają do doliny Revúcy i wcina się w nie sucha dolinka Krivuľa. Wschodnie stoki opadają do Ludrovskiej doliny. Zarówno rejon przełęczy, jak i jej stoki porasta las. Znajduje się poza granicami Parku Narodowego Niżne Tatry.

## Turystyka
Przez Teplice prowadzi zielony szlak turystyczny. Odgałęzia się od niego krótki, żółty szlak do Ludrovskiej doliny.
  Biely potok (Rużomberk) – Brdisko – Kutiny – Ostré – sedlo Teplice. Odległość 4 km, suma podejść 550 m, suma zejść 105 m, czas przejścia 1,55 h (z powrotem 1,35 h)
  sedlo Teplice – Priehyba – Brankov – sedlo Jama – Veľký Brankov – Podsuchá. Odległość 7,6 km, suma podejść 450 m, suma zejść 850 m, czas przejścia 3,15 h (z powrotem 3,45 h)
  sedlo Teplice – pam. SNP (Ludrovská dolina). Odległość 1,7 km, suma podejść 5 m, suma zejść 340 m, czas przejścia 45 min (z powrotem 1,05 h)